# 華沙隔都的猶太男孩
華沙隔都的猶太男孩是一張著名的照片，它拍攝於在 1943 年華沙猶太區起義期間。圖中一個男孩將雙手舉過頭頂，親衛隊分隊領袖約瑟夫·布洛舍 (Josef Blösche) 用衝鋒槍指著他的方向。 男孩和其他人在隔都的最後清理期間躲在一個掩體中，但他們被德國軍隊抓住並趕了出去。 照片拍完後，照片中的所有猶太人都被押送到集散點（umschlagplatz），並被驅逐到 馬伊達內克或 特雷布林卡滅絕營。 確切位置和攝影師不得而知，布洛舍是照片中唯一可以確定身份的人。 這張照片是最著名的大屠殺照片之一，男孩代表大屠殺中的受難的兒童以及所有猶太受害者。